# 省体育館駅 (成都市)
省体育館駅（しょうたいいくかんえき、中国語: 省体育馆站）は、中華人民共和国四川省成都市武侯区にある成都軌道交通1号線及び3号線の駅。

## 沿革
- 2010年9月27日：1号線の駅として開業[1]。
- 2016年7月31日：3号線の開業により乗換駅となる[2]。

## 駅構造
各路線が島式1面2線の構造となっており、1号線ホームが地下3階、3号線ホームが地下4階に位置している。

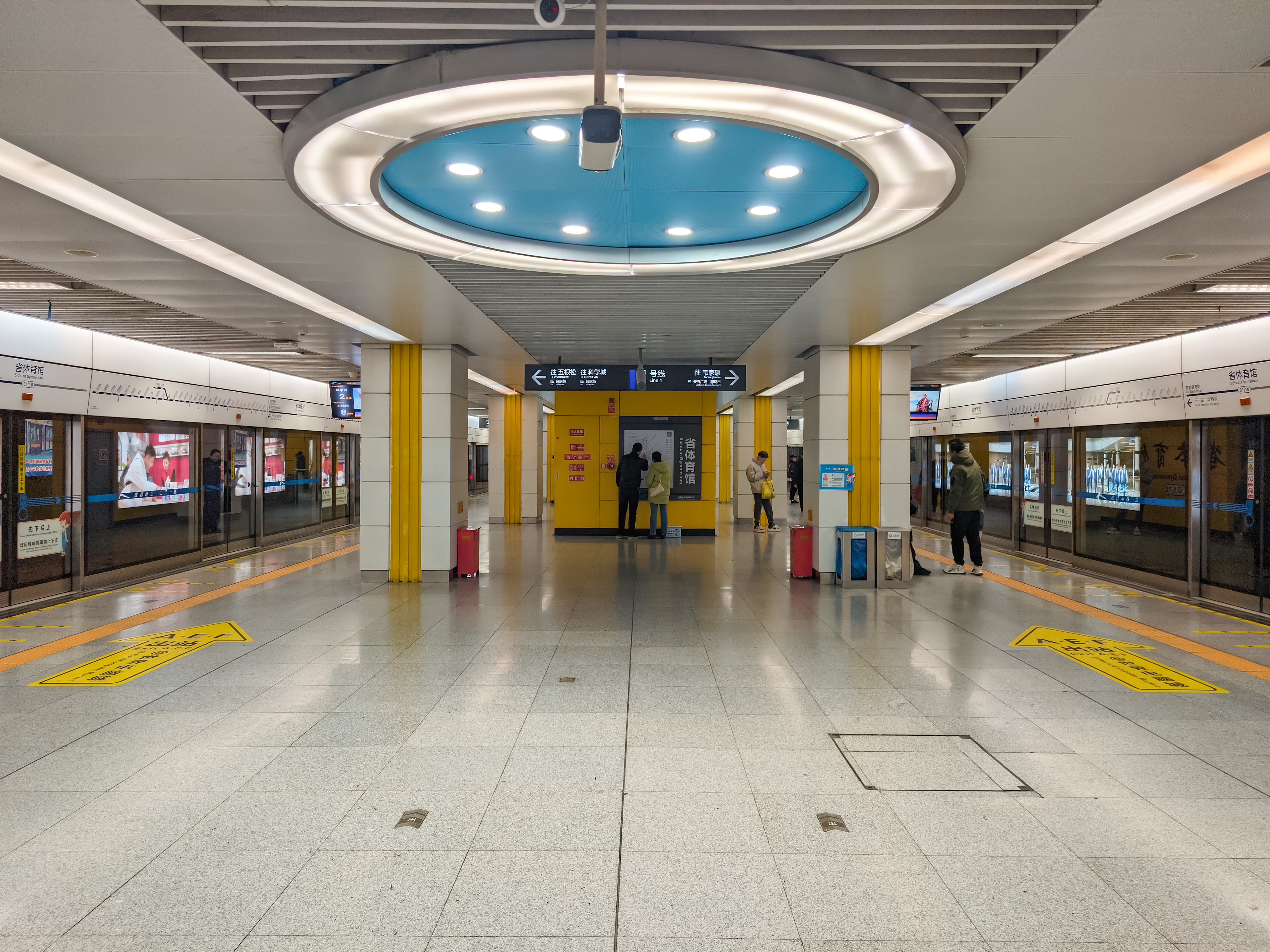
1号線ホーム(2024年12月)
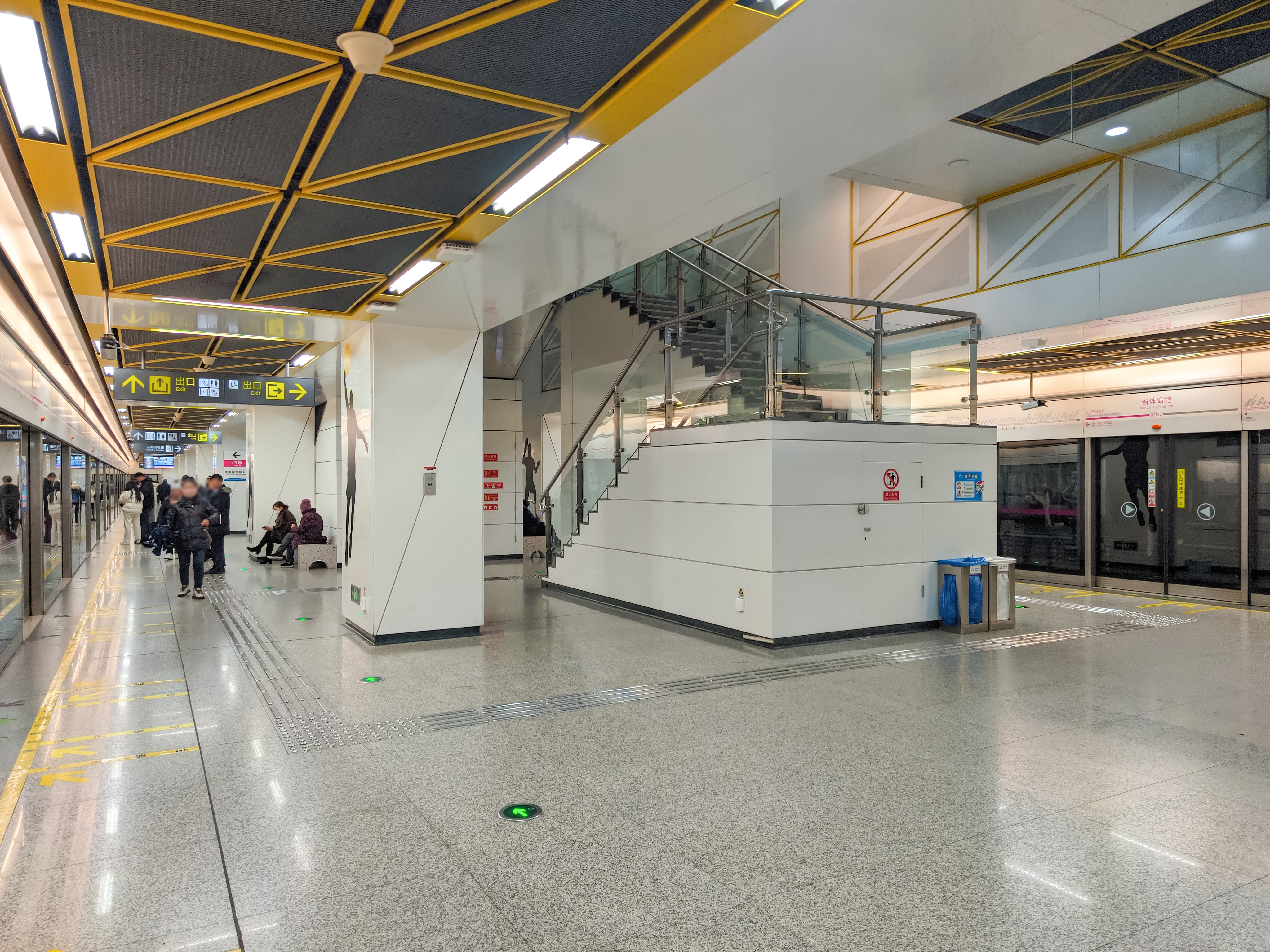
3号線ホーム(2024年12月)
コンコースの壁にあるアート

## 隣の駅
成都軌道交通
■1号線
華西壩駅 - 省体育館駅 - 倪家橋駅
■3号線
磨子橋駅 - 省体育館駅 - 衣冠廟駅